# Mistrovství světa v zápasu řecko-římském 1987
Mistrovství světa v zápasu řecko-římském proběhlo v Clermont-Ferrand, Francie v roce 1987.

## Výsledky
| Kategorie | Podrobnosti | Zlato                        | Stříbro                 | Bronz                    |
| --------- | ----------- | ---------------------------- | ----------------------- | ------------------------ |
| -48 kg    | podrobně    | Mahaddin Allahverdijev (URS) | Vincenzo Maenza (ITA)   | Lars Rønningen (NOR)     |
| -52 kg    | podrobně    | Pedro Roque (CUB)            | Roman Kierpacz (POL)    | Alexandr Ignatěnko (URS) |
| -57 kg    | podrobně    | Patrice Mourier (FRA)        | Rifat Jildiz (FRG)      | Keijo Pehkonen (FIN)     |
| -62 kg    | podrobně    | Živko Vangelov (BUL)         | Kamandar Madžidov (URS) | Šigeki Nišiguči (JPN)    |
| -68 kg    | podrobně    | Aslaudin Abajev (URS)        | Nándor Sabou (YUG)      | Jerzy Kopański (POL)     |
| -74 kg    | podrobně    | Jouko Salomäki (FIN)         | Józef Tracz (POL)       | Daulet Turlychanov (URS) |
| -82 kg    | podrobně    | Tibor Komáromi (HUN)         | Roger Gössner (FRG)     | Sergej Nasjevič (URS)    |
| -90 kg    | podrobně    | Vladimir Popov (URS)         | Sándor Major (HUN)      | Atanas Komšev (BUL)      |
| -100 kg   | podrobně    | Guram Gedechauri (URS)       | Dennis Koslowski (USA)  | Vasile Andrei (ROU)      |
| -130 kg   | podrobně    | Igor Rostorockij (URS)       | Tomas Johansson (SWE)   | Rangel Gerovski (BUL)    |